# Zealandotachina varipes
Zealandotachina varipes là một loài ruồi trong họ Tachinidae.